# Ostoros
Ostoros es un pueblo ubicado en el distrito de Eger, en el condado de Heves, Hungría.

## Superficie
Posee una superficie de 23,51 kilómetros cuadrados.

## Demografía
Hasta 2019 la población era de 2629 habitantes, con una densidad de población de 111,8 habitantes por kilómetro cuadrado.